# E46 (trasa europejska)

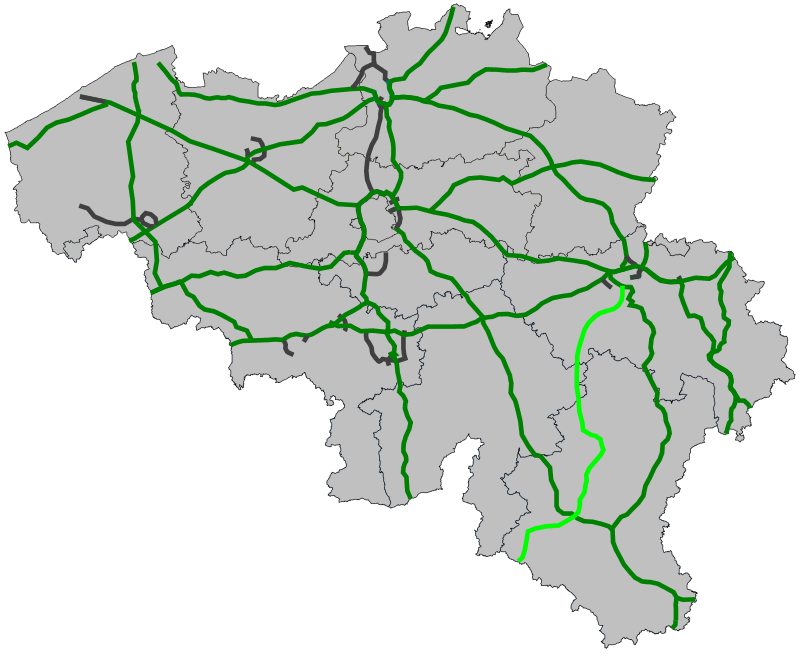
E46 w Belgii

E46 – trasa europejska biegnąca przez Francję i Belgię. Zaliczana do tras pośrednich wschód – zachód droga łączy Cherbourg z Liège. Jej długość wynosi 753 km.